# سنت-انیمی
سَنت-اِنیمی یک منطقه در بخش لوزر واقع در جنوب فرانسه است.
این شهر در قرن هفتم توسط Énimie کشف شد که این منطقه شامل چندین صومعه بود که برخی از آنها هنوز هم باقی مانده‌است.